# Le Grand Séchoir
Le  Grand Séchoir - Maison du Pays de la noix est un musée situé à Vinay en Isère, dans la région Auvergne-Rhône-Alpes.

## Origine et description

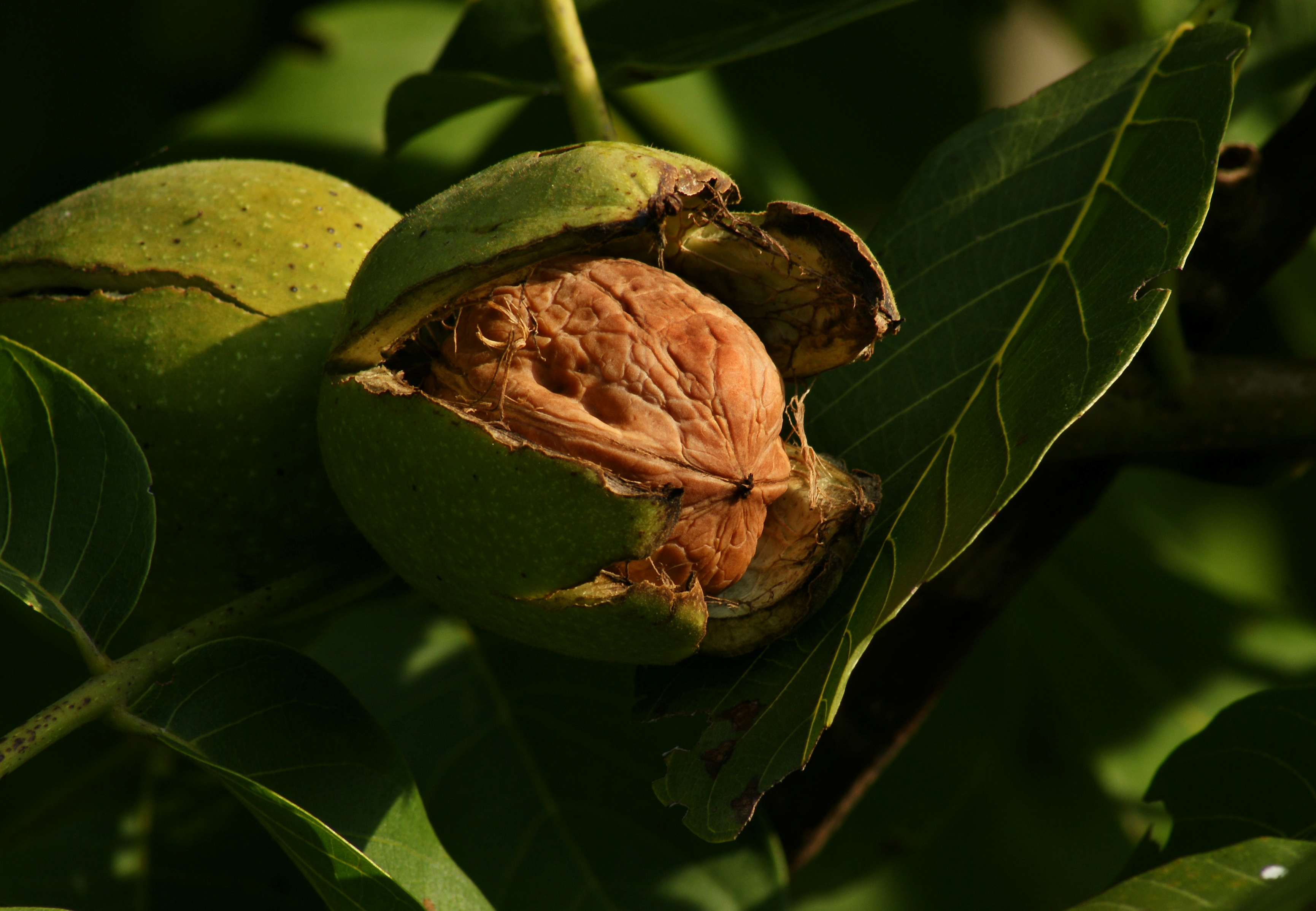
Noix de Grenoble.

En 1992, la commune de Tullins organise la première fête de la noix.
Ouvert en 2005, après deux ans de travaux organisés par la communauté de communes de Vinay et pour un coût de 2 511 600 € TTC, le Grand Séchoir - Maison du Pays de la noix est installé dans une ancienne ferme avec son séchoir à noix restauré et transformé en un espace muséographique qui présente l'histoire du pays de la noix de Grenoble (correspondant à la vallée du Sud-Grésivaudan) et des hommes qui ont fait la renommée de cette AOP (appellation d'origine protégée, appellation réglementée par l'Union européenne) fruitière.
L’agencement intérieur de ce musée s'inspire des paysages et de l'aménagement des noyeraies et du travail de la culture et de la récolte de la noix. Les hommes ainsi que l'environnement économique, social et architectural sont très présents dans l'exposition permanente.
Le domaine héberge également l'office de tourisme du pays de Vinay avec une boutique de produits du terroir à base de noix, un parc paysager replanté de divers noyers issus de France et du monde entier ainsi que du mobilier réalisé par les étudiants en design de l’école d’architecture de Grenoble.
Depuis le 1er janvier 2017, le Musée du Grand Séchoir est créé. Il représente un établissement secondaire dont la gestion est assurée par la communauté de communes de Saint-Marcellin Vercors Isère Communauté.

## Collections permanentes
Les différentes expositions du musée correspondent à plusieurs thèmes liés à l'exploitation locale de la noix :
- les contes et légendes autour du Juglandaceae ;
- la nuciculture et la culture ;
- les techniques de ramassage ;
- la production et commercialisation du produit ;
- la collection et la sélection ;
- la fabrication de l'huile ;
- la mise en œuvre du bois de noyer ;
- les séchoirs.

Quelques pièces de collection :
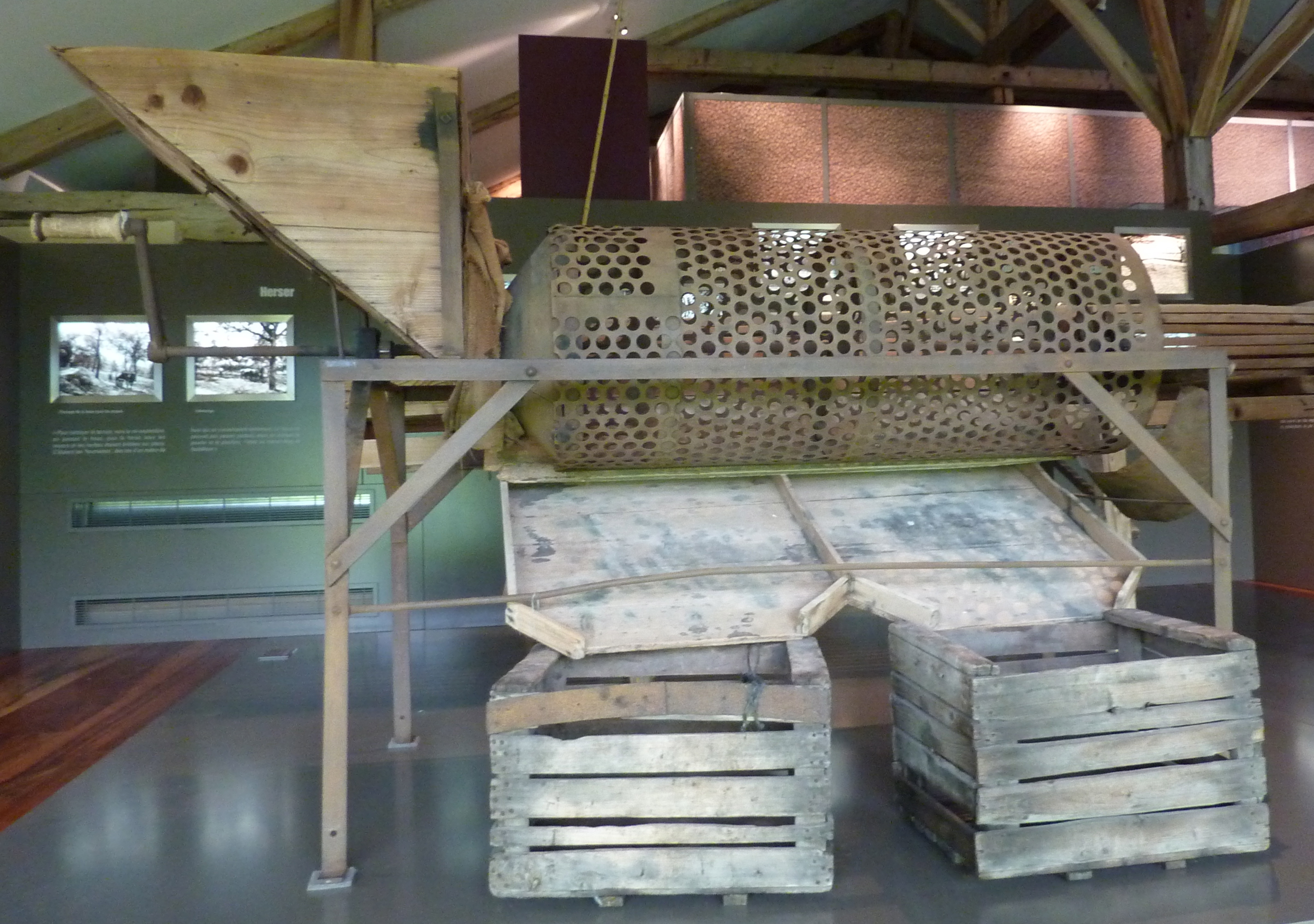
Calibreuse à noix.
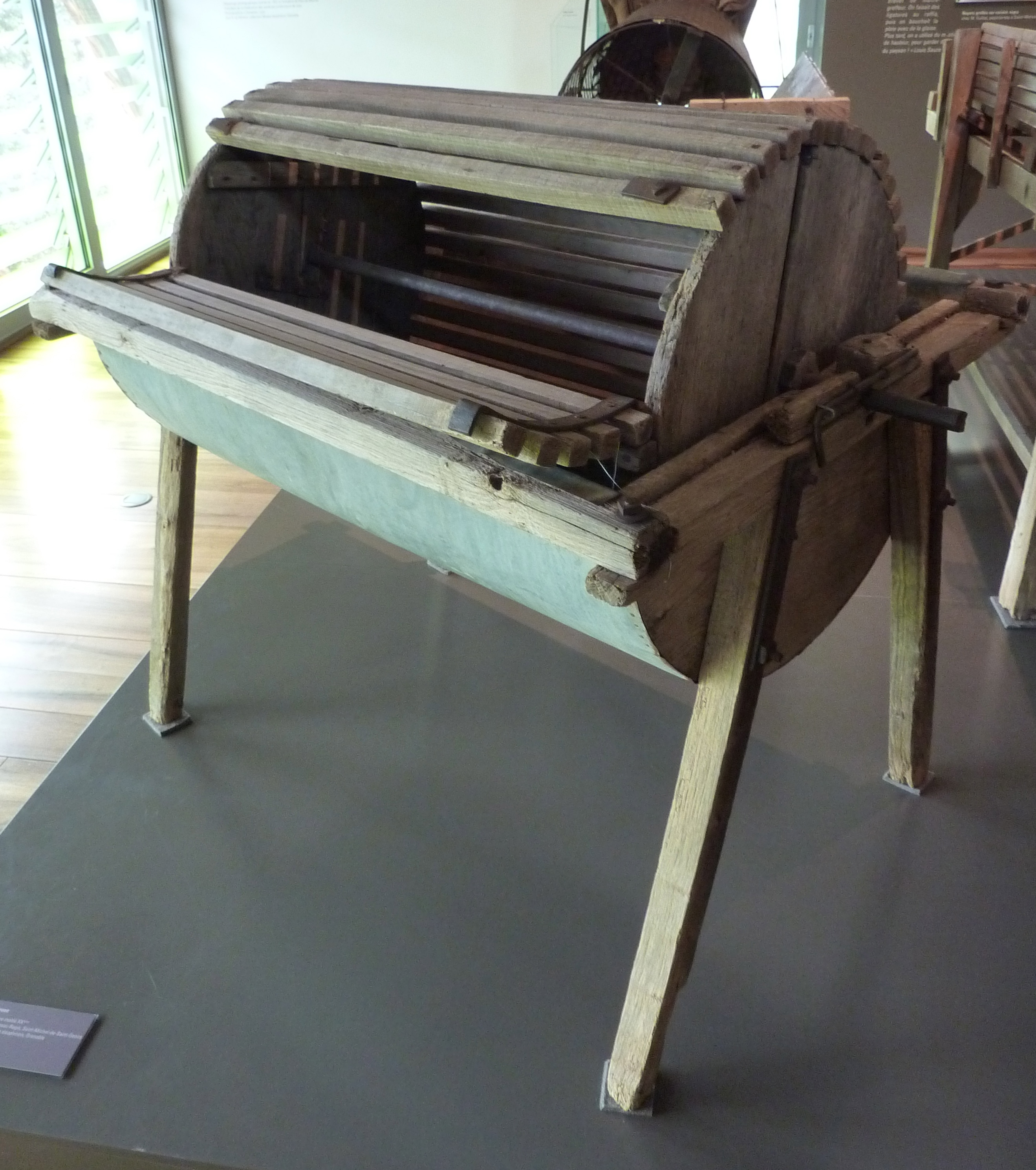
Laveuse de noix.
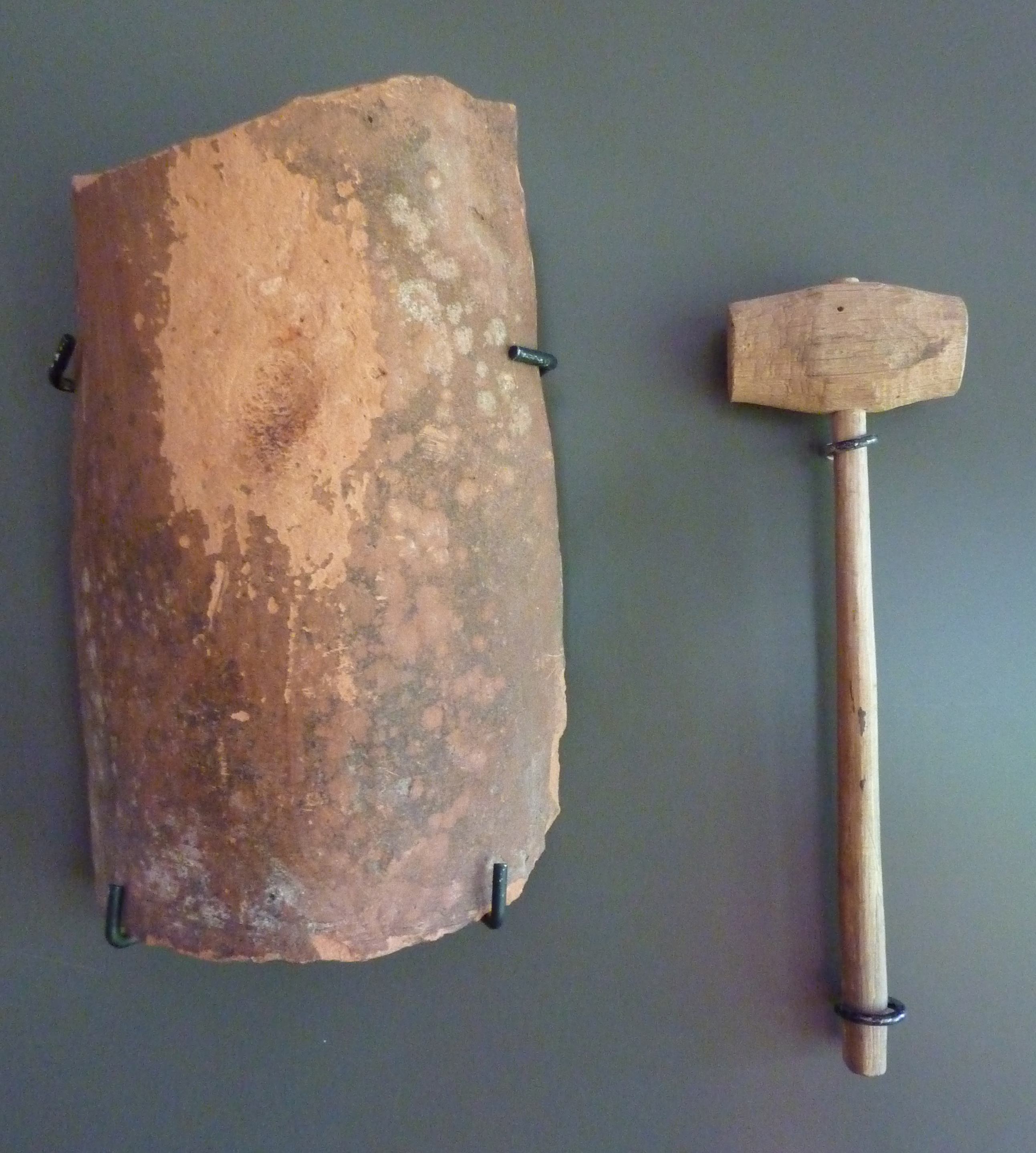
Outils de cassage de noix.
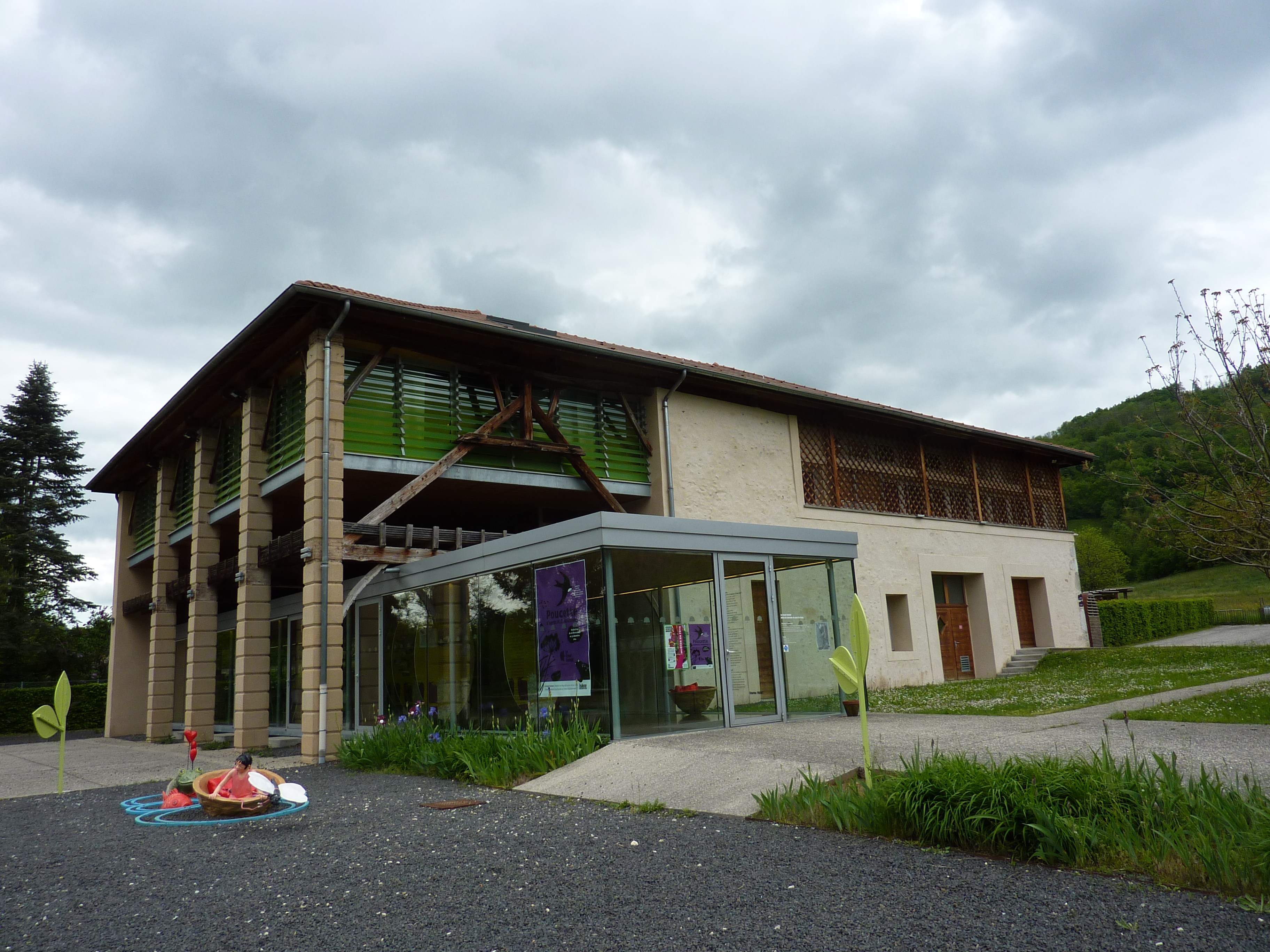
Grand Séchoir (vue extérieure).
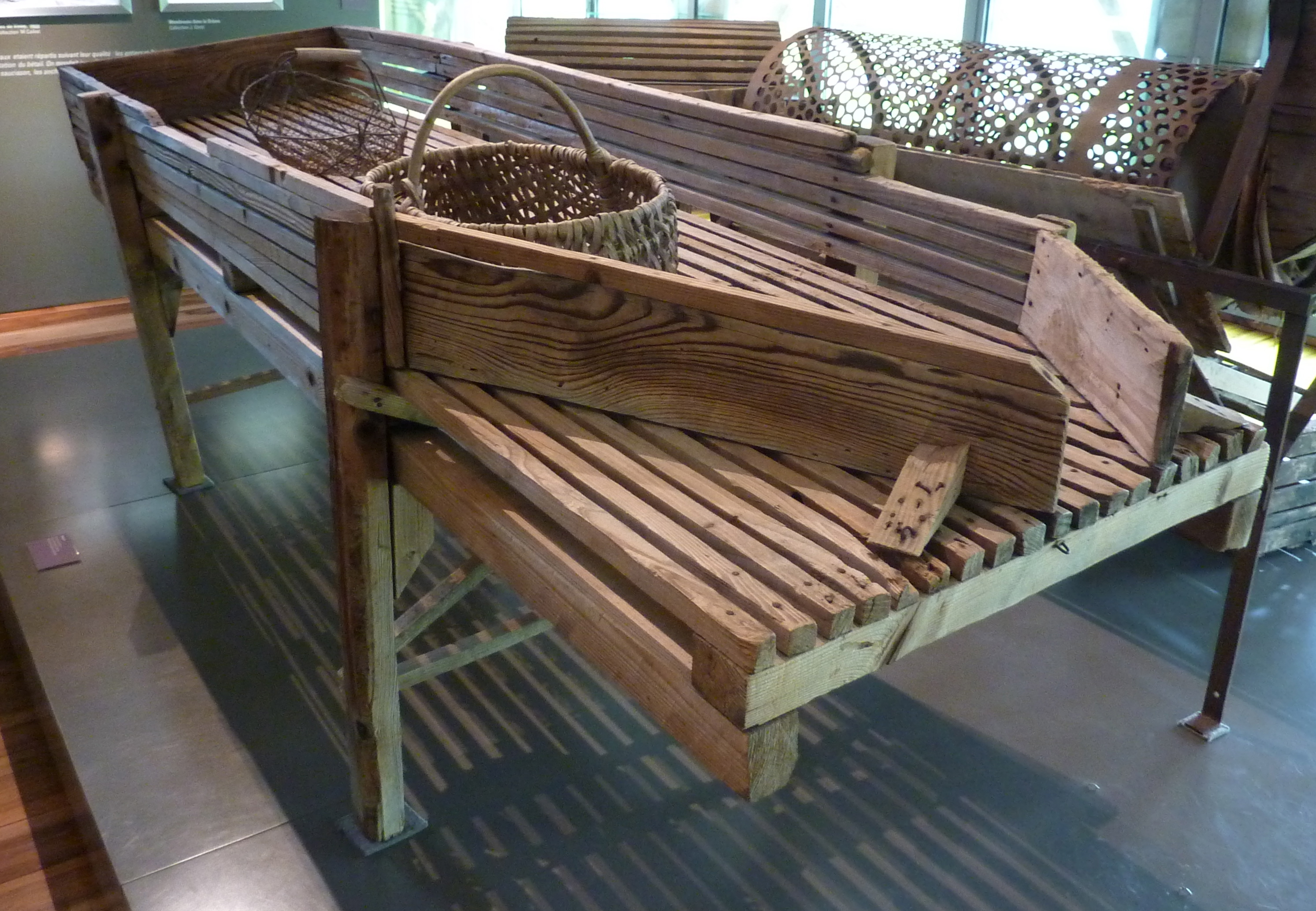
Trieuse de noix.
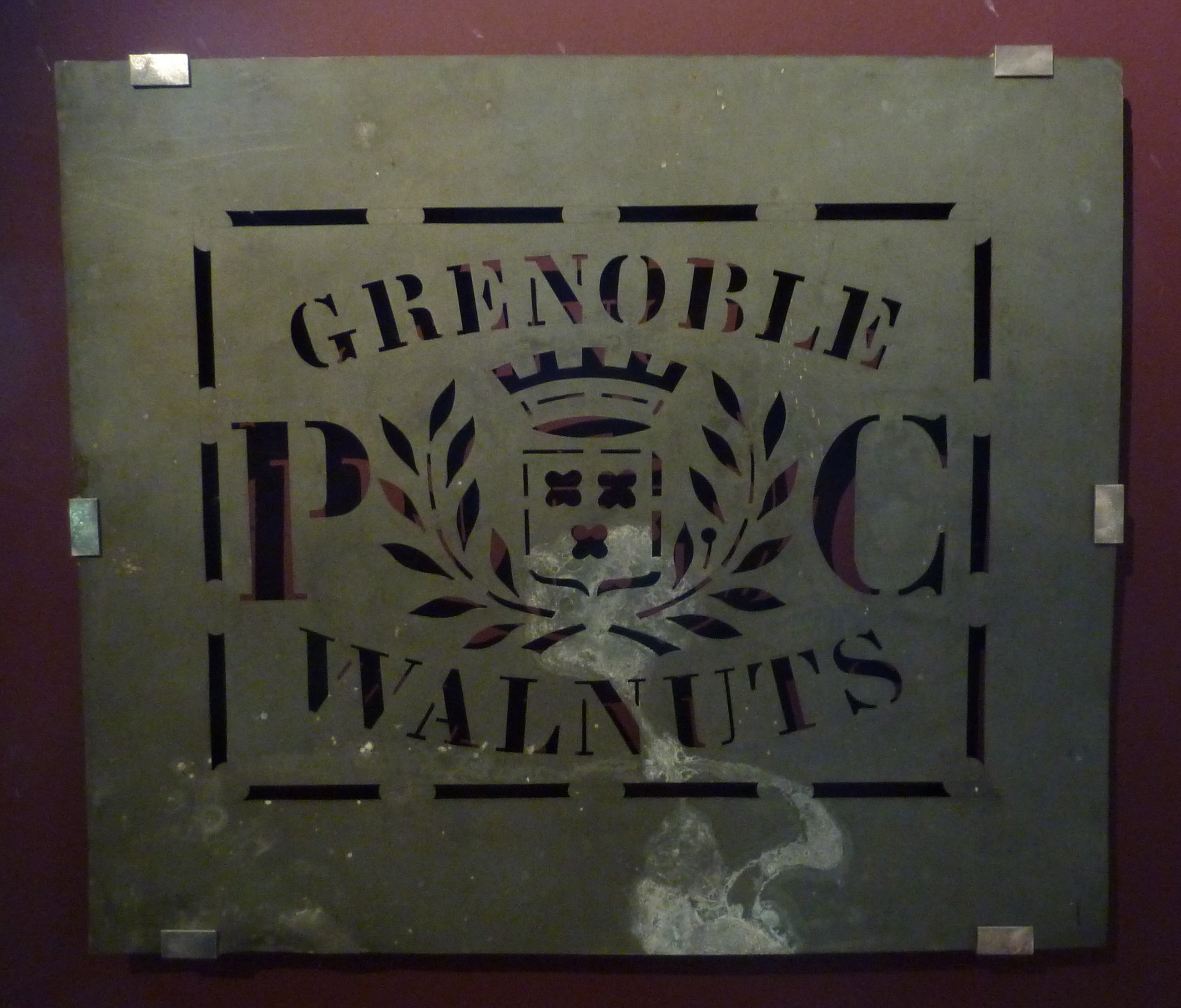
Pochoir pour marquer les sacs de noix.

## Expositions temporaires
Au fil du temps, le musée a accueilli de nombreuses expositions temporaires.
Années 2000
- Du 30 juin 2007 au 20 juin 2008 : « Portraits d'ateliers » (exposition photographique - 700 plaques de verre - d'Alfred Vourey, photographe à Vinay) ;
- Du 29 octobre 2008 au 29 octobre 2009 : « Le tour du Monde en coquille de noix » (exposition sur le monde imaginaire inspiré par la noix).

Années 2010
- Jusqu'au 29 septembre 2010 : « Jean Vinay, ma vallée heureuse » (exposition sur les œuvres dauphinoises du peintre Jean Vinay) ;
- Du 23 octobre 2010 au 18 septembre 2011 : « Fragments de cinéma » (projections d'images amateures des années 1920 aux années 1990, organisée par Ad libitum) ;
- Du 11 février au 31 décembre 2012 : « Pisé entrée en matière » (exposition sur les constructions en pisé) ;
- Du 16 février 2013 au 31 décembre 2014 : « Poucette, le conte d'après Hans Christian Andersen » (exposition de six sculptures de l'artiste Valérie Le Garroy à hauteur d’enfants retraçant les principaux épisodes du conte) ;
- Avril 2015 : « Gourmandises » (exposition sur la noix de Grenoble, reine des desserts et des confiseries)[9] ;
- Du 9 février au 28 avril 2019 : « Cabanes en paysages, au fil des songes » (exposition David et Élise Mansot) ;
- 2017 - 2018 : « Paysages de la vallée au 600 000 noyers » (exposition-reportage photographique et images animées sur la vallée du sud-Grésivaudan).

## Accès

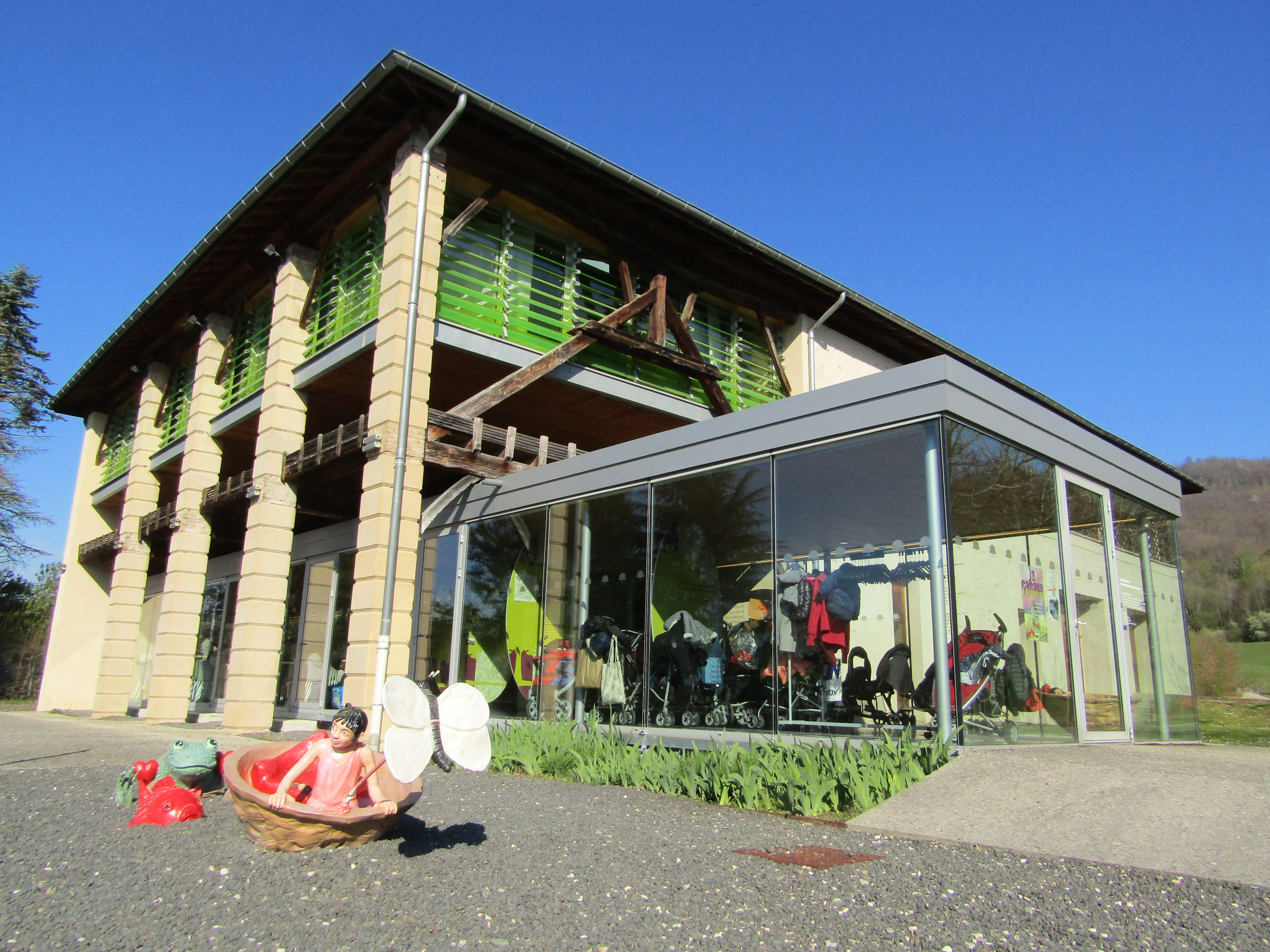
Le Grand Séchoir en avril 2019.

### Accès routier
L’autoroute A 49, qui traverse le territoire de Vinay, relie Romans et Valence à Grenoble. Une sortie mène à la ville de Vinay.
- 10 Vinay

Pour se rendre au Grand Séchoir depuis cette autoroute, il faut emprunter après la sortie « Vinay », la RD22, puis la RD22c qui mène au carrefour (rond-point) de la RD1092, Un panneau routier installé au bord de ce rond-point indique la direction du musée, situé à proximité de ce carrefour.

### Transport en commun
La gare de Vinay, située sur la ligne de Valence à Moirans est la gare la plus proche du musée.